# Église Notre-Dame-de-Grâce de Varsovie
Pour les articles homonymes, voir Église Notre-Dame-de-Grâce.
 (février 2024).
L'église Notre-Dame-de-Grâce (en polonais Kościół Matki Bożej Łaskawej) est une église catholique de rite latin située Ulica Świętojańska (pl) dans la Vieille ville de Varsovie, arrondissement de Śródmieście.

## Sources
- (pl) Cet article est partiellement ou en totalité issu de l’article de Wikipédia en polonais intitulé « Kościół Matki Bożej Łaskawej w Warszawie » (voir la liste des auteurs).

- (en) Cet article est partiellement ou en totalité issu de l’article de Wikipédia en anglais intitulé « Jesuit Church, Warsaw » (voir la liste des auteurs).